# Alphonso Ford Trophy
L'Alphonso Ford Trophy è il premio conferito dalla Euroleague Basketball al miglior realizzatore della regular season.
È dedicato ad Alphonso Ford, miglior realizzatore delle edizioni 2000-2001 e  2001-2002, scomparso prematuramente all'età di 32 anni.

## Vincitori

Alphonso Ford, a cui è intitolato il premio, a Siena durante una partita Eurolega 2002-2003.

| Stagione  | Nazionalità        | Giocatore           | Squadra         |
| --------- | ------------------ | ------------------- | --------------- |
| 2004-2005 | Stati Uniti        | Charles Smith       | V.L. Pesaro     |
| 2005-2006 | Stati Uniti        | Drew Nicholas       | Pall. Treviso   |
| 2006-2007 | Serbia             | Igor Rakočević      | Saski Baskonia  |
| 2007-2008 | Stati Uniti        | Marc Salyers        | Roanne          |
| 2008-2009 | Serbia             | Igor Rakočević (2)  | Saski Baskonia  |
| 2009-2010 | Lituania           | Linas Kleiza        | Olympiakos      |
| 2010-2011 | Serbia             | Igor Rakočević (3)  | Anadolu Efes    |
| 2011-2012 | Macedonia del Nord | Bo McCalebb         | Mens Sana Siena |
| 2012-2013 | Stati Uniti        | Bobby Brown         | Mens Sana Siena |
| 2013-2014 | Stati Uniti        | Keith Langford      | Olimpia Milano  |
| 2014-2015 | Montenegro         | Taylor Rochestie    | Nižnij Novgorod |
| 2015-2016 | Francia            | Nando de Colo       | CSKA Mosca      |
| 2016-2017 | Stati Uniti        | Keith Langford (2)  | UNICS Kazan'    |
| 2017-2018 | Russia             | Aleksej Šved        | Chimki          |
| 2018-2019 | Stati Uniti        | Mike James          | Olimpia Milano  |
| 2020-2021 | Russia             | Aleksej Šved (2)    | Chimki          |
| 2021-2022 | Serbia             | Vasilije Micić      | Anadolu Efes    |
| 2022-2023 | Bulgaria           | Aleksandăr Vezenkov | Olympiakos      |
| 2023-2024 | Stati Uniti        | Markus Howard       | Saski Baskonia  |
| 2024-2025 | Stati Uniti        | Kendrick Nunn       | Panathīnaïkos   |